# 駐日コートジボワール大使館
駐日コートジボワール大使館（ちゅうにちコートジボワールたいしかん、フランス語: Ambassade de Côte d'Ivoire au Japon、英語: Embassy of Ivory Coast in Japan）は、コートジボワールが日本の首都東京に設置している大使館である。駐日コートジボワール共和国大使館とも。
1960年8月7日の日本によるコートジボワールの独立承認および国家承認を経て、1969年に開設された。

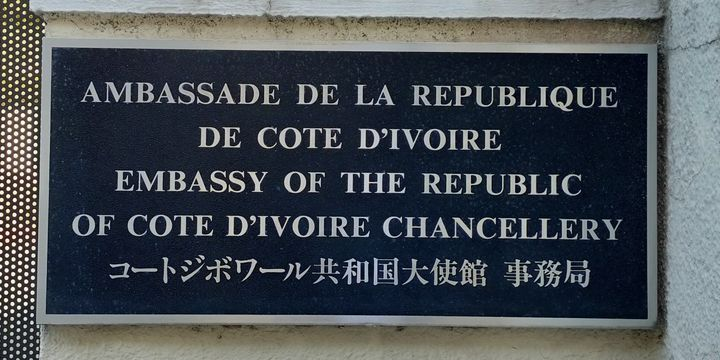
大使館の館名板
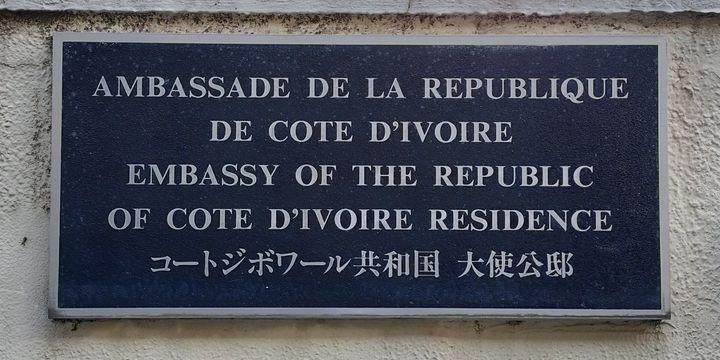
大使公邸も併設

## 所在地
東京都渋谷区上原二丁目19-12

## 大使
2024年10月10日より、イポ・ボリエ・デジレ・ウルフランが特命全権大使を務めている。

## アクセス
- 代々木上原駅より徒歩約10分
- 駒場東大前駅より徒歩約10分